# Ciao e arrivederci
Ciao e arrivederci è il secondo singolo, estratto dall'album Cammina nel sole, di Gianluca Grignani pubblicato il 23 maggio 2008.